# Val Venosta

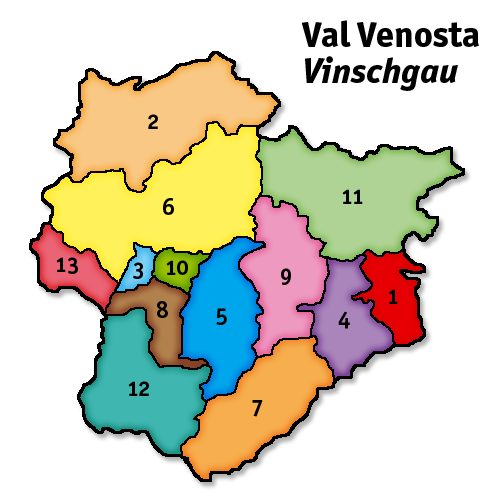

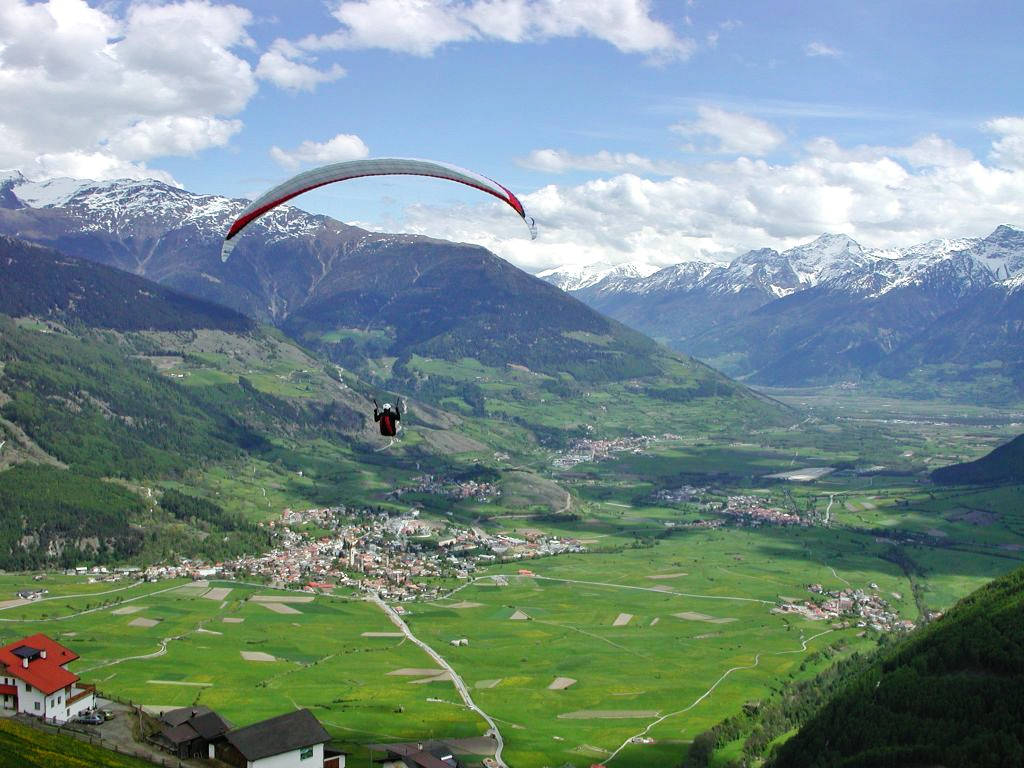
Vista parcial del Val Venosta (son visibles las localidades de Malles Venosta, Glorenza y Sluderno).

El Val Venosta (en alemán Vinschgau) es un valle situado en la parte superior del valle del río Adigio, en la parte occidental del Tirol del Sur, en Italia. Limita al norte con Austria, al oeste con Suiza, al sur con Lombardía y el Trentino y al este con el Burgraviato.

## Geografía
La principal localidad y de hecho capital (sede del comprensorio) es Silandro. Otras localidades son: Curon Venosta, Tubre, Malles Venosta, Glorenza, Sluderno, Prato allo Stelvio, Stelvio, Lasa, Martello, Laces, Senales y Castelbello-Ciardes. 

## Historia
Hasta principios del siglo XIX, especialmente en la parte alta de Val Venosta la lengua de la población era aún el romanche y los lazos culturales más intensos existían con los valles suizos de Monastero y de Engadina, donde se hablaba la misma lengua. Todavía, los habitantes de estos valles se habían convertido al Protestantismo y esto llevó al gobierno de los Habsburgo a políticas de germanización forzada de la Venosta a partir de la época de la Contrarreforma. La herencia latina se respeta hoy en día en muchas palabras del dialecto local, los topónimos y los apellidos.
La Comunità Comprensoriale Val Venosta fue fundada en 1962. Sus 13 municipios comprenden en total un territorio de 1.442 km² y 34.300 habitantes. La lengua más hablada (>95%) es el alemán. 
La región es famosa por sus manzanas.

## Municipios
El comprensorio Val Venosta-Vinschgau se compone de 13 municipios:
1. Castelbello-Ciardes - Kastelbell-Tschars
2. Curon Venosta - Graun
3. Glorenza - Glurns
4. Laces - Latsch
5. Lasa - Laas
6. Malles Venosta - Mals
7. Martello - Martell
8. Prato allo Stelvio - Prad am Stilfserjoch
9. Silandro - Schlanders
10. Sluderno - Schluderns
11. Senales - Schnals
12. Stelvio - Stilfs
13. Tubre - Taufers im Münstertal